# 7 días en La Habana
7 días en La Habana is een Spaanstalige anthologiefilm uit 2012. De film bestaat uit zeven segmenten die elk geregisseerd zijn door een andere regisseur. De regisseurs zijn Laurent Cantet, Benicio del Toro, Julio Medem, Gaspar Noé, Elia Suleiman, Juan Carlos Tabío en Pablo Trapero.

## Verhaal
De film speelt zich af gedurende een week in de Cubaanse hoofdstad Havana en bevat één korte film per dag.
- Lunes: El Yuma
- Martes: Jam Session
- Miércoles: La tentación de Cecilia
- Jueves: Diary of a beginner
- Viernes: Ritual
- Sábado: Dulce amargo
- Domingo: La fuente

## Rolverdeling
| Acteur           | Personage    |
| ---------------- | ------------ |
| Daniel Brühl     | Leonardo     |
| Emir Kusturica   | Actor        |
| Elia Suleiman    | Zichzelf     |
| Josh Hutcherson  | Teddy Atkins |
| Vladimir Cruz    | Angelito     |
| Mirta Ibarra     | Mirta        |
| Jorge Perugorria | Daniel       |
| Alexander Abreu  | Chófer       |

## Ontvangst

### Recensies
Op Rotten Tomatoes geeft 40% van de 15 recensenten de film een positieve recensie, met een gemiddelde score van 4,92/10.

### Prijzen en nominaties
De film werd vertoond in de sectie Un certain regard op het Filmfestival van Cannes.
| Jaar | Evenement             | Categorie              | Genomineerde        | Resultaat   |
| ---- | --------------------- | ---------------------- | ------------------- | ----------- |
| 2012 | Cannes (65ste editie) | Prix Un certain regard | 7 días en La Habana | Genomineerd |